# Proviantka
Proviantka – potok, lewy dopływ rzeki Muráň na Słowacji. Wypływa na wysokości około 930 m na południowych stokach masywu Kohúta (1409 m) w Górach Stolickich w Łańcuchu Rudaw Słowackich. Spływa Skalną Doliną (Skalná dolina) w kierunku południowo-zachodnim między grzbietami Kohúta ze szczytem Solisko i szczytem Dachov diel. Opuszczając porośnięte lasem zbocza gór zmienia kierunek na południowo-wschodni, wypływa na obszary pól uprawnych miejscowości Mokrá Lúka, przepływa pod drogą nr 532 i linią kolejową i na wysokości 290 m uchodzi do Murania. 
Większa część zlewni potoku to porośnięte lasem zbocza Gór Stolickich, tylko dolna to obszary pól uprawnych i zabudowań wsi Mokrá Lúka